# The Band
The Band var en indflydelsesrig canadisk-amerikansk rockgruppe fra 1960'erne og 1970'erne. Gruppen er mest kendt for sit betydningsfulde samarbejde med Bob Dylan og en række anerkendte udspil i eget navn.
Medlemmerne af The Band arbejdede først sammen med rockabilly-sangeren Ronnie Hawkins fra 1959 til 1963 under navnet The Hawks. Bob Dylan hyrede herefter kvintetten til sin historiske verdensturné 1965–1966, hvor Dylan udviklede sin folkede lyd til et mere elektrisk udtryk. Under denne turné kaldte de sig Bob Dylan and The Band.
Efter turneén begyndte gruppen af skrive deres egne sange i West Saugerties i nærheden af Woodstock. Det skete i et stort lyserødt hus som de døbte "Big Pink". Efter Dylans motorcykelulykke i 1966 indspillede han og bandet en række uformelle sessions i kælderen af huset. Det blev i alt til over 100 sange, både originale kompositioner samt genindspilninger af samtidige og traditionelle numre. En række af sangene blev udgivet officielt i 1975 under navnet The Basement Tapes.
The Bands vigtigste plader tæller blandt deres debutalbum Music from Big Pink fra 1968 (med singlen The Weight) og The Band fra 1969. Disse roste album var medvirkende til etableringen af folk rock og country rock genren, og udviklingen af undergenrer som Alt. Country og Americana.
Gruppen spillede sin afskedskoncert den 26. november 1976 i Winterland Ballroom i San Francisco, Californien. Koncerten – der senere blev kendt som The Last Waltz – bød på en større blæsersektion og en perlerække af berømte gæsteartister, herunder Joni Mitchell, Neil Young, Muddy Waters, Van Morrison, Ringo Starr, Eric Clapton, Ronnie Wood og Neil Diamond. Koncerten blev filmet af instruktøren Martin Scorsese og senere udgivet som dokumentarfilm og tredobbelt live-LP.
Gruppen samledes igen i 1983, dog uden den stiftende guitarist og centrale sangskriver Robbie Robertson. Siden fulgte en række ændringer i besætningen, men også fem dødsfald. I 1986 begik Richard Manuel selvmord, i 1999 døde Rick Danko af et hjerteanfald, Levon Helm døde af cancer i 2012, Robbie Robertson døde i 2023 og endelig døde Garth Hudson i januar 2025.
Siden Rick Dankos død er der ikke indspillet musik under navnet The Band, ligesom der ikke er afholdt koncerter.
The Band er blevet indlemmet i Canadian Music Hall of Fame og Rock and Roll Hall of Fame.

## Diskografi
- Music from Big Pink (1968)
- The Band (1969)
- Stage Fright (1970)
- Cahoots (1971)
- Rock of Ages (live) (1972)
- Moondog Matinee (1973)
- Planet Waves (1974) – med Bob Dylan
- The Basement Tapes (1975) – med Bob Dylan
- Northern Lights – Southern Cross (1975)
- Islands (1977)
- The Last Waltz (1978)
- Jericho (1993)
- High on the Hog (1996)
- Jubilation (1998)